# Бейдер, Хаим Волькович
Хаим Волькович Бейдер (идиш חיים (כאיִם) בײדער‎; 20 апреля 1920, Купель, Волочисский район, Винницкая область, Украинская ССР — 7 декабря 2003, Нью-Йорк, США) — советский поэт, литературовед и журналист, филолог, один из ведущих исследователей идишской культуры в Советском Союзе. Заслуженный работник культуры РСФСР (1981).

## Биография
Родился в селе Купель Винницкой области. В 1933 году окончил местную еврейскую семилетнюю школу и на следующий год стал студентом Одесского еврейского педагогического техникума, затем перевёлся на последний курс Житомирского еврейского педагогического рабфака. В 1933 году Дебютировал стихотворением в центральной еврейской детской газете «Зай грейт!» (Харьков), затем печатался в газетах «Юнге гвардие», «Дер штерн», «Дер Эмес», в альманахе «Советиш» (Москва), в газете «Эйникайт» (орган Еврейского антифашистского комитета) и других изданиях. После окончания рабфака в 1936 году поступил на первый курс филологического факультета еврейского отделения Одесского пединститута.
Окончил институт в 1940 году, работал учителем в Сталиндорфском национальном районе Днепропетровской области. В 1942—1945 годах, будучи в эвакуации в Туркменской ССР, работал в областной русской газете в городе Ташауз.
В годы «борьбы с космополитизмом» над Хаимом Бейдером был учинён «обкомовский» суд, после которого он, молодой ещё человек, в одну ночь поседел. Живя на Украине, опубликовал ряд исследований по истории украинской и русской литературы, а с середины 1970-х годов занялся исследованием истории еврейской классической и советской литературы. Работал журналистом в газетах Украины, Туркмении, несколько лет — в газете «Биробиджанер штерн».
В 1973 году переехал в Москву и стал работать в журнале «Советиш геймланд» заведующим отделом, затем стал заместителем главного редактора. Его редакционный кабинет на ул. Кирова, 17 всегда был полон старых книг и рукописей авторов единственного в СССР журнала на идише. В 1991 году ушёл на пенсию по болезни.
В 1996 году переехал в Нью-Йорк. Широко публиковался на идише и русском языке, был редактором старейшего в США еврейского литературно-художественного журнала «Ди цукунфт».

## Деятельность
Член Союза писателей России, заслуженный работник культуры РСФСР (1981), лауреат литературной премии имени Атрана Всемирного конгресса еврейской культуры (Нью-Йорк, 1991) и престижной израильской литературной премии имени Давида Гофштейна (Тель-Авив, 2000). Награждён медалью «За трудовую доблесть» (1987).
Научный консультант и автор около тысячи статей о еврейских писателях в Российской еврейской энциклопедии.
Автор нескольких поэтических сборников. В 1982 году совместно с группой авторов выпустил первый в СССР послевоенный еврейский букварь, а спустя десять лет — учебник языка идиш для начинающих.
Был хранителем еврейской культуры и национальной памяти, знал наизусть сотни биографий еврейских писателей, лучшие из которых были его учителями и друзьями.

## Семья
Первая жена — педагог Сара Абрамовна Бейдер. Сыновья — архитектор Борис Хаимович Бейдер (род. 1942) и журналист Владимир Хаимович Бейдер (род. 1950).
Вторая жена  (после смерти Сары Абрамовны) — Ева  Исааковна Лоздерник-Бейдер, автор книги воспоминаний «Имена незабвенные».

## Публикации
- כאיִם בײדער / Бейдер Х. В. Новоселье: стихи и баллады [на еврейском языке] = כאנוקאס-האבאיס: לידער און באלאדעס. — Москва: Советский Писатель, 1979. — 136 с. — 2100 экз.
- כאיִם בײדער / Бейдер Х. В. Букварь = אלעפבײס. — Хабаровск: Хабаровское книжное издательство, 1982. — 238 с. — 2100 экз.
- כאיִם בײדער / Бейдер Х. В. Широкие просторы [на еврейском языке] = אף ברײטע ראכװעסן. — Москва: Советский Писатель, 1982. — 62 с. — (Библиотека «Советиш Геймланд»).
- Бейдер, Х.В. Близкие дали: стихи [перевод с еврейского]. — Хабаровск: Книжное издательство, 1984. — 48 с.
- Бейдер, Х.В. Моя погода: Стихи и баллады [перевод с еврейского]. — Москва: Советский писатель, 1985. — 118 с.
- Бейдер Х.В. / כאיִם בײדער. К исследованиям Менделе = צו דער מענדעלע-פאָרשונג. — Москва: Советский писатель, 1986. — 63 с. — (Библиотека «Советиш Геймланд»).
- Загадки = רעטענישן / сост. Хаим Бейдер. — Москва: Малыш, 1990. — 16 с.
- Алфавит в картинках = אלעפבײס אין בילדער / сост. Хаим Бейдер. — Москва: Малыш, 1990. — 16 с.
- Еврейские народные пословицы = ייִדישע פאָלקס-װערטלעך / сост. Хаим Бейдер. — 1990. — 14 с.
- Бейдер Х.В. / כאיִם בײדער. Дороги, которые мы открываем: зарисовки, эссе [на еврейском языке] = די װעגנ, װאָס מיר אנטדעקן: פארצײכענונגען, עסײען. — Москва: Советский писатель, 1991. — 640 с.
- Анекдоты от Гершеле Острополера: Классика еврейского юмора / Сост. и пер. с идиш Хаим Бейдер. — Москва: Мосты культуры, 2000. — 222 с. — ISBN 5-93273-021-8.
- Бейдер Хаим. Этюды о еврейских писателях. — Киев: Дух i Лiтера, 2003. — 335 с. — (Библиотека Института иудаики).
- חיים בײדער / Chaim Beider. לעקסיקאָן פֿון ייִדיסשע שרײַבער אין ראַטן-פֿאַרבאַנד / Biographical Dictionary of Yiddish Writers in the Soviet Union. — Congress for Jewish Culture, 2011. — P. 466. — ISBN 978-0972456579.